# Indoor Meeting Karlsruhe
O Indoor Meeting Karlsruhe, também conhecido como BW-Bank Meeting, é uma competição indoor de atletismo realizada geralmente em Janeiro ou Fevereiro, em Karlsruhe, Alemanha. O meeting foi realizado pela primeira vez em 1985 no Europahalle, até 2015 fez parte do IAAF Indoor Permit Meeting e atualmente faz parte do IAAF World Indoor Tour.
O meeting possui uma forte tradição nos 60 metros com barreiras – Susanna Kallur quebrou o recorde mundial em 2008, enquanto Liu Xiang e Márcio de Souza quebraram os recordes continentais.
Era conhecido anteriormente como LBBW Meeting, mudando para BW-Bank Meeting em 2006.

## Recordes mundiais
Ao longo da história, dois recordes mundiais foram quebrados no Indoor Meeting Karlsruhe, são eles:
| Ano  | Evento             | Recorde | Atleta             | Nacionalidade |
| ---- | ------------------ | ------- | ------------------ | ------------- |
| 2014 | 1500 m             | 3:55.17 | Genzebe Dibaba     | Etiópia       |
| 2008 | 60 m com barreiras | 7.68    | Susanna Kallur     | Suécia        |
| 1998 | 3000 m             | 7:26.15 | Haile Gebrselassie | Etiópia       |

## Recordes deste Meeting

### Masculino
| Evento                  | Recorde | Atleta                   | Nacionalidade     | Data                    | Ref   |
| ----------------------- | ------- | ------------------------ | ----------------- | ----------------------- | ----- |
| 60 m                    | 6.45    | Ronald Pognon            | França            | 13 de Fevereiro de 2005 |       |
| 200 m                   | 20.61   | Tobias Unger             | Alemanha          | 13 de Fevereiro de 2005 |       |
| 300 m                   | 32.19   | Robson Caetano da Silva  | Brasil            | 24 de Fevereiro de 1989 |       |
| 400 m                   | 46.11   | Thomas Schönlebe         | Alemanha Oriental | 11 de Fevereiro de 1990 |       |
| 800 m                   | 1:44.15 | Yuriy Borzakovskiy       | Rússia            | 27 de Janeiro de 2001   |       |
| 1000 m                  | 2:17.01 | Mehdi Baala              | França            | 13 de Fevereiro de 2005 |       |
| 1500 m                  | 3:33.08 | Daniel Kipchirchir Komen | Quênia            | 13 de Fevereiro de 2005 |       |
| Milha                   | 3:53.74 | Jens-Peter Herold        | Alemanha          | 1 de Março de 1994      |       |
| 2000 m                  | 4:56.23 | Jens-Peter Herold        | Alemanha          | 6 de Março de 1993      |       |
| 3000 m                  | 7:26.15 | Haile Gebrselassie       | Etiópia           | 25 de Janeiro de 1998   |       |
| 60 metros com barreiras | 7.38    | Allen Johnson            | Estados Unidos    | 22 de Fevereiro de 1995 |       |
| Salto em altura         | 2.31 m  | Troy Kemp                | Bahamas           | 1° de Março de 1994     |       |
| Salto com vara          | 5.83 m  | Renaud Lavillenie        | França            | 2 de Fevereiro de 2013  | [ 3 ] |
| Salto em distância      | 8.38 m  | Larry Myricks            | Estados Unidos    | 7 de Fevereiro de 1998  |       |
| Salto triplo            | 17.46 m | Jadel Gregório           | Brasil            | 15 de Fevereiro de 2004 |       |
| Arremesso de peso       | 21.33 m | David Storl              | Alemanha          | 1 de Fevereiro de 2014  | [ 4 ] |

### Feminino
| Evento             | Recorde | Atleta              | Nacionalidade | Data                    | Ref   |
| ------------------ | ------- | ------------------- | ------------- | ----------------------- | ----- |
| 60 m               | 7.04    | Irina Privalova     | Rússia        | 11 de Fevereiro de 1996 |       |
| 200 m              | 22.50   | Irina Privalova     | Rússia        | 31 de Janeiro de 1992   |       |
| 400 m              | 50.84   | Helga Arendt        | Alemanha      | 7 de Fevereiro de 1998  |       |
| 800 m              | 1:57.48 | Maria Lurdes Mutola | Moçambique    | 15 de Fevereiro de 2004 |       |
| 1500 m             | 3:55.17 | Genzebe Dibaba      | Etiópia       | 1 de Fevereiro de 2014  | [ 4 ] |
| 3000 m             | 8:35.28 | Meseret Defar       | Etiópia       | 2 de Fevereiro de 2013  | [ 5 ] |
| 60 m com barreiras | 7.68    | Susanna Kallur      | Suécia        | 10 de Fevereiro de 2008 |       |
| Salto em altura    | 2.05 m  | Ariane Friedrich    | Alemanha      | 15 de Fevereiro de 2009 | [ 6 ] |
| Salto com vara     | 4.76 m  | Silke Spiegelburg   | Alemanha      | 13 de Fevereiro de 2011 | [ 7 ] |
| Salto em distância | 7.06 m  | Heike Drechsler     | Alemanha      | 31 de Janeiro de 1994   |       |
| Salto triplo       | 14.88 m | Yamile Aldama       | Cuba          | 29 de Janeiro de 2003   |       |